# Troleibuzele din Galați
Rețeaua de troleibuz din Galați asigură transportul electric din oraș alături de rețeaua de tramvai. Troleibuzele au fost introduse în circulație pe 23 august 1989 pe traseul 101, Micro 19-Centru, fiind deservit cu 7 troleibuze Rocar 217E. Către sfârșitul anului 1989, rețeaua se extinde către Grădina Publică, luând astfel naștere traseul 102. În 1990, troleele ajung până la Parcul CFR, și abia după 1990 troleibuzele ajung pe Strada Combinatului și spre noua autobază. La 1 aprilie 2021, capătul de linie al troleibuzelor 102 și 104 se modifică, continuându-și drumul de la Parc CFR pe Strada Prundului si Strada Traian, urmând să întoarcă în Bariera Traian. Până la montarea firelor către autobază, troleibuzele staționau fie în capete fie pe esplanada Sălii Sporturilor.

În 1999 sosesc trei troleibuze Astra-Ikarus, urmate în 2008 de 10 troleibuze MAZ 203T Eton și ultimele dar nu cele din urmă fiind în anul 2017, 17 troleibuze Skoda Solaris 26Tr. Primăria Galați și-a exprimat intenția de a înlocui anumite linii de tramvai cu linii de troleibuz, primele trasee prevăzute pentru transformare în troleibuz fiind traseul 9 și traseul 35. 
În prezent circulă două trasee de troleibuz în municipiul Galați, anume 101 din Micro 19 până în Centru și 102 din Micro 19 până în Bariera Traian. Traseul 101 este utilizate în caz de defecțiune sau blocări de stradă.  

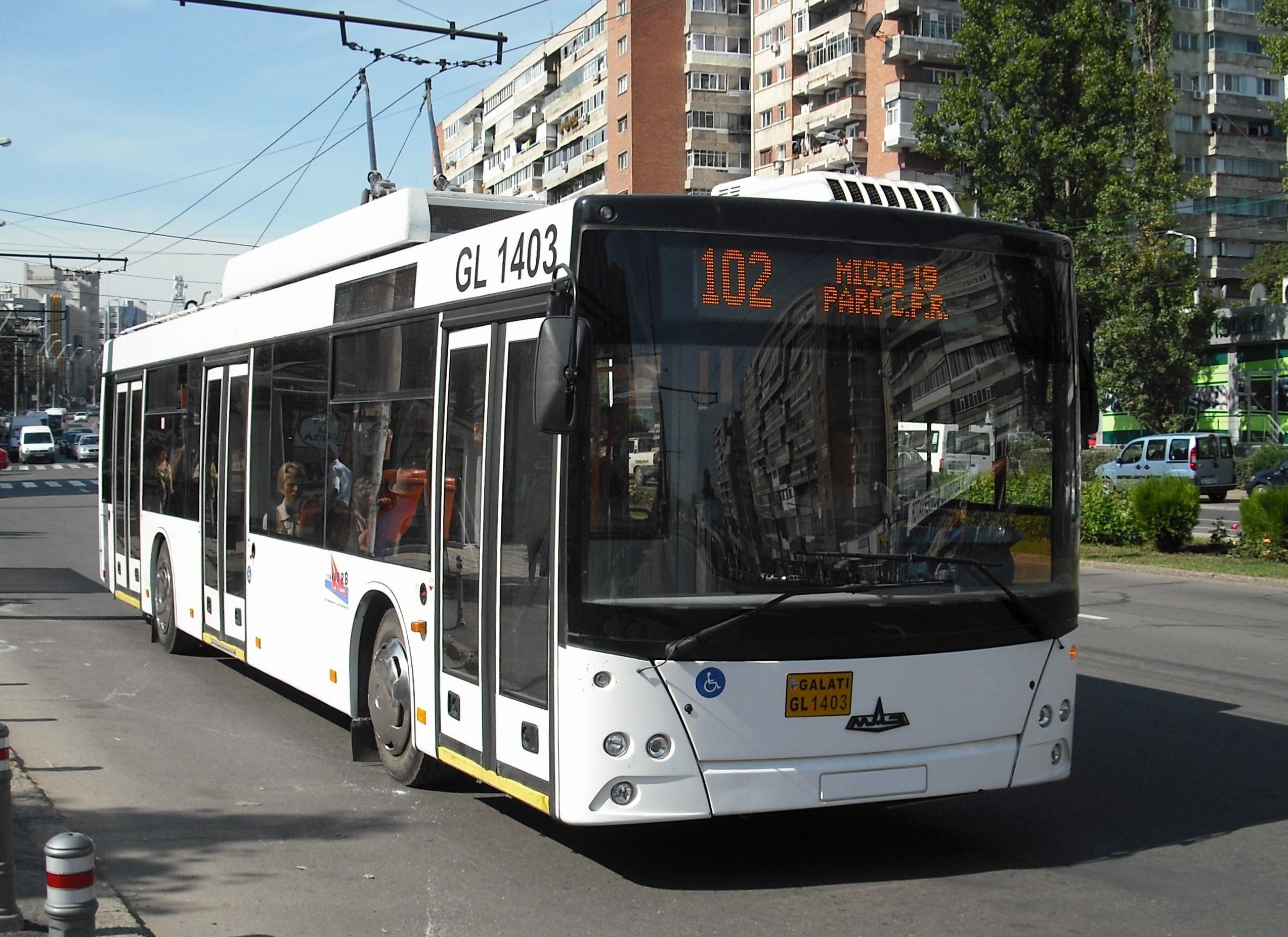
Troleibuz MAZ203T exterior
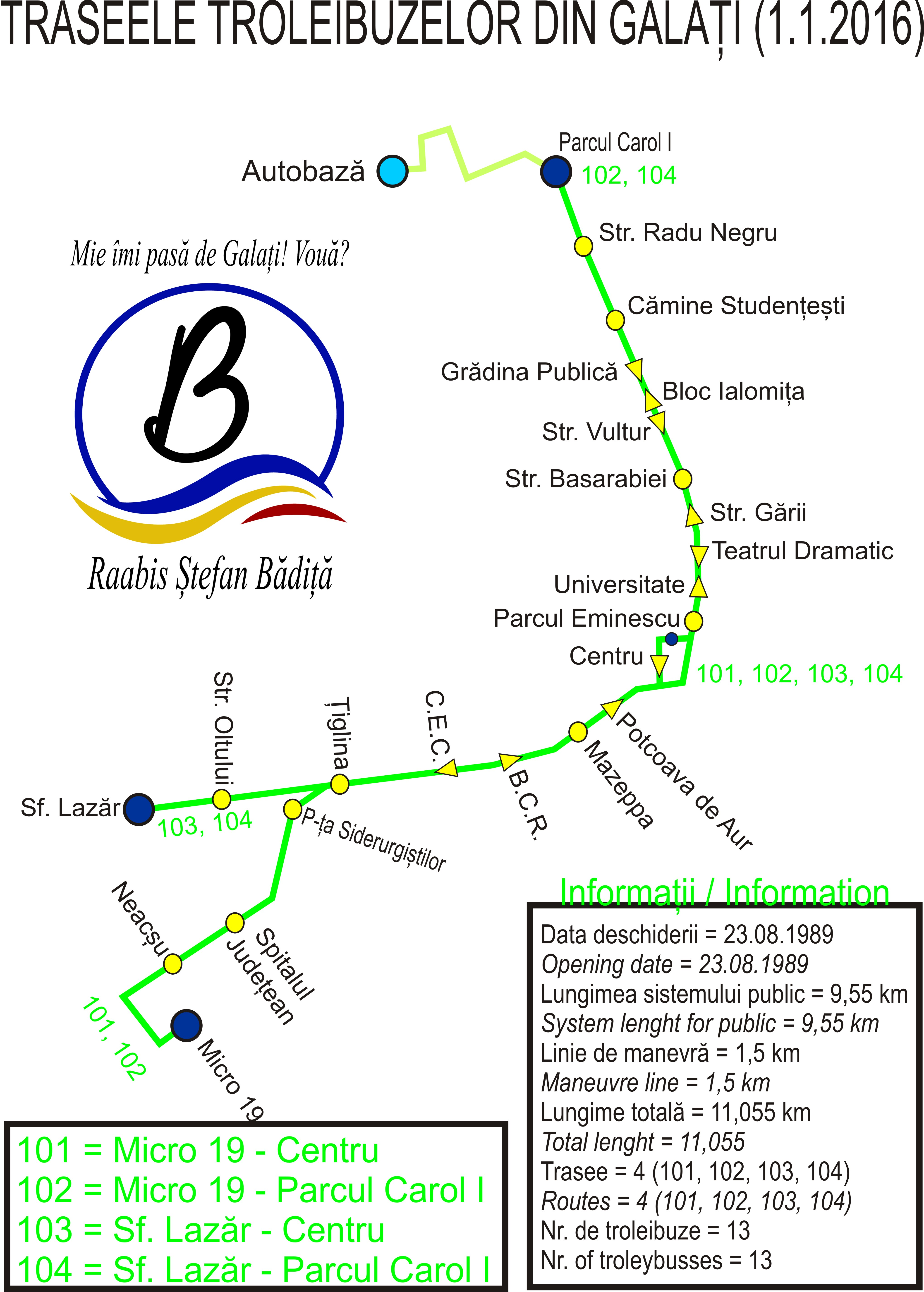
Reteaua de trolee din Galati